# Kunal Nayyar
Kunal Nayyar (en hindi: कुणाल नैयर; n. Londres, Inglaterra, 30 de abril de 1981) es un actor británico de origen indio, conocido por su papel de Raj Koothrappali en la serie The Big Bang Theory de la cadena de televisión CBS.

## Biografía
Nayyar nació en Londres en una familia de origen indio y se trasladó a la India cuando tenía cuatro años de edad.
Cuando terminó la secundaria, emigró a los Estados Unidos, donde estudió Administración en la Universidad de Portland y obtuvo también un posgrado en arte de la Universidad Temple de Philadelphia.
En su último año en la Universidad de Portland, donde también tomaba clases de actuación, fue candidato como Mejor actor en la obra The Rose Tattoo, y fue invitado a participar en una competición de actores en el American College Theater Festival (ACTF), donde ganó el Premio Mark Twain por su brillante actuación cómica, además de una beca para el prestigioso Sundance Theater Lab. Escribió la obra aclamada por la crítica Cotton Candy, que sigue en escena en los teatros de Nueva Delhi. Actualmente se encuentra escribiendo su primer guion cinematográfico.
Comenzó a actuar en obras de teatro y musicales, debutando en cine con un pequeño papel en la comedia S. C. I. E. N. C. E. (2004). Luego tuvo una participación como invitado en la serie Navy NCIS: Naval Criminal Investigative Service. Fue elegido para interpretar a Rajesh Koothrappali (en la comedia The Big Bang Theory) un joven astrofísico indio, que odia la comida de su país y no puede hablar con mujeres a no ser que beba alcohol o crea que lo hace.
Nayyar jugó bádminton para el equipo de su escuela en Nueva Delhi, compitiendo en torneos interestatales.
Su nombre significa "el que ve belleza en cada cosa" y proviene del nombre de un pájaro del Himalaya.
Actualmente Nayyar reside en Los Ángeles.
Nayyar se casó con la ganadora de Miss India 2006 Neha Kapur en diciembre de 2011.

## Filmografía

### Largometraje
| Año  | Película                                   | Personaje         |
| ---- | ------------------------------------------ | ----------------- |
| 2023 | Trolls Band Together                       | Guy Diamond (voz) |
| 2020 | Trolls World Tour                          | Guy Diamond (voz) |
| 2020 | Una mente canina                           | Mills             |
| 2016 | Trolls                                     | Guy Diamond (voz) |
| 2015 | Consumed                                   | Serge             |
| 2014 | Dr. Cabbie                                 | Tony              |
| 2014 | The Scribbler                              | Karim             |
| 2012 | Ice Age 4: La formación de los continentes | Gupta (voz)       |
| 2009 | Brüno                                      | Kunal Nayyar      |
| 2004 | S.C.I.E.N.C.E.                             | Pizza Man         |

### Cortometraje
| Año  | Cortometraje |
| ---- | ------------ |
| 2012 | ...Or Die    |

### Televisión
| Año/s     | Serie                    | Papel                             | Episodios     |
| --------- | ------------------------ | --------------------------------- | ------------- |
| 2020      | Criminal (UK)            | Sandeep Singh                     | 1 episodio    |
| 2016      | Fantasy Hospital         | Dr. Patij                         | 10 episodios  |
| 2015      | The Mindy Project        | Senhil                            | 1 episodio    |
| 2013-2016 | Sanjay y Craig           | Vijay Patel (voz)                 | 29 episodios  |
| 2007-2019 | The Big Bang Theory      | Rajesh "Raj" Ramayan Koothrappali | 279 episodios |
| 2007      | NCIS: Criminologia naval | Youssef Zidan                     | 1 episodio    |